# أوه. ماذا. ممتع.
أوه. ماذا. ممتع. هو فيلم كوميدي أمريكي قادم من إخراج مايكل شوالتر وتأليف تشاندلر بيكر ومايكل شوالتر. يضم العمل مجموعة من النجوم، من بينهم ميشيل فايفر، كلوي غرايس موريتز، دومينيك سيسا، فيليسيتي جونز، دينيس ليري، جيسن شوارتزمن، إيفا لونغوريا، ودانييل بروكس.

## وصلات خارجية
- أوه. ماذا. ممتع. على موقع IMDb (الإنجليزية)